# Granadilla de Abona
Granadilla de Abona é um município da Espanha na província de Santa Cruz de Tenerife, comunidade autónoma das Canárias. Tem 162,45 km² de área e em 2021 tinha 51 850 habitantes (densidade: 319,2 hab./km²).

## Demografia
| Variação demográfica do município entre 1991 e 2004 | Variação demográfica do município entre 1991 e 2004 | Variação demográfica do município entre 1991 e 2004 | Variação demográfica do município entre 1991 e 2004 |
| --------------------------------------------------- | --------------------------------------------------- | --------------------------------------------------- | --------------------------------------------------- |
| 1991                                                | 1996                                                | 2001                                                | 2004                                                |
| 16884                                               | 18508                                               | 21135                                               | 30769                                               |

## Infraestrutura
O importante Aeroporto de Tenerife Sul está localizado em Granadilla de Abona.